# Korfbal op de Wereldspelen 2013
Korfbal stond op het programma van de Wereldspelen 2013 in Cali. 

## Deelnemers
- Nederland (titelverdediger)
- Portugal
- Rusland
- België
- Chinees Taipei
- Groot-Brittannië
- Duitsland
- Tsjechië

## Poulefase

### Groep A
| Land           | Wed | Win | Gel | Ver | DV | DT | +/− | Pnt |
| -------------- | --- | --- | --- | --- | -- | -- | --- | --- |
| België         | 3   | 3   | 0   | 0   | 89 | 43 | +46 | 9   |
| Chinees Taipei | 3   | 2   | 0   | 1   | 67 | 61 | +6  | 6   |
| Duitsland      | 3   | 1   | 0   | 2   | 41 | 70 | −29 | 3   |
| Rusland        | 3   | 0   | 0   | 3   | 50 | 73 | −23 | 0   |

| Datum      | Lokale tijd | Plaats | Land           | Score | Land      |
| ---------- | ----------- | ------ | -------------- | ----- | --------- |
| 31 juli    | 14:30       | Cali   | België         | 30–15 | Rusland   |
| 31 juli    | 16:20       | Cali   | Chinees Taipei | 22–15 | Duitsland |
| 1 augustus | 16:20       | Cali   | Chinees Taipei | 21–26 | België    |
| 1 augustus | 20:00       | Cali   | Rusland        | 15–19 | Duitsland |
| 2 augustus | 14:30       | Cali   | Chinees Taipei | 24–20 | Rusland   |
| 2 augustus | 20:00       | Cali   | België         | 33–7  | Duitsland |

### Groep B
| Land             | Wed | Win | Gel | Ver | DV  | DT | +/− | Pnt |
| ---------------- | --- | --- | --- | --- | --- | -- | --- | --- |
| Nederland        | 3   | 3   | 0   | 0   | 119 | 56 | +63 | 9   |
| Portugal         | 3   | 2   | 0   | 1   | 59  | 73 | −14 | 6   |
| Tsjechië         | 3   | 1   | 0   | 2   | 55  | 80 | −25 | 3   |
| Groot-Brittannië | 3   | 0   | 0   | 3   | 53  | 77 | −24 | 0   |

| Datum      | Lokale tijd | Plaats | Land             | Score | Land      |
| ---------- | ----------- | ------ | ---------------- | ----- | --------- |
| 31 juli    | 18:10       | Cali   | Nederland        | 38–18 | Portugal  |
| 31 juli    | 20:00       | Cali   | Groot-Brittannië | 17–18 | Tsjechië  |
| 1 augustus | 14:30       | Cali   | Groot-Brittannië | 19–39 | Nederland |
| 1 augustus | 18:10       | Cali   | Portugal         | 21–18 | Tsjechië  |
| 2 augustus | 16:20       | Cali   | Nederland        | 42–19 | Tsjechië  |
| 2 augustus | 18:10       | Cali   | Groot-Brittannië | 17–20 | Portugal  |

## Knock-outfase

### Plaatsingwedstrijden
| Datum      | Lokale tijd | Plaats | Land      | Score | Land             | Voor plek     |
| ---------- | ----------- | ------ | --------- | ----- | ---------------- | ------------- |
| 3 augustus | 14:10       | Cali   | Duitsland | 16–17 | Groot-Brittannië | 5 / 6 / 7 / 8 |
| 3 augustus | 16:20       | Cali   | Tsjechië  | 21–28 | Rusland          | 5 / 6 / 7 / 8 |
| 3 augustus | 18:10       | Cali   | België    | 29–9  | Portugal         | 1 / 2 / 3 / 4 |
| 3 augustus | 20:00       | Cali   | Nederland | 40–14 | Chinees Taipei   | 1 / 2 / 3 / 4 |

### Finales
| Datum      | Lokale tijd | Plaats | Land             | Score | Land           | Voor plek |
| ---------- | ----------- | ------ | ---------------- | ----- | -------------- | --------- |
| 4 augustus | 08:30       | Cali   | Duitsland        | 26–27 | Tsjechië       | 7 / 8     |
| 4 augustus | 10:30       | Cali   | Groot-Brittannië | 19–14 | Rusland        | 5 / 6     |
| 4 augustus | 12:30       | Cali   | Portugal         | 14–18 | Chinees Taipei | 3 / 4     |
| 4 augustus | 14:30       | Cali   | België           | 20–25 | Nederland      | 1 / 2     |

## Eindstand
| Plaats op ranglijst | Team             |
| ------------------- | ---------------- |
| Goud                | Nederland        |
| Zilver              | België           |
| Brons               | Chinees Taipei   |
| 4                   | Portugal         |
| 5                   | Groot-Brittannië |
| 6                   | Rusland          |
| 7                   | Tsjechië         |
| 8                   | Duitsland        |

| Kampioen van World Games 2013 |
| ----------------------------- |
| Nederland                     |